# Aderus microphthalmus
Aderus microphthalmus é uma espécie de Coleoptera|insecto  coleóptero pertencente à família Aderidae. Foi descrita cientificamente por George Charles Champion em 1920.

## Distribuição geográfica
Habita em Índia.